# Gare de Diarabakoko
La gare de Diarabakoko est une gare ferroviaire burkinabé de la ligne d'Abidjan à Ouagadougou, située à proximité du centre-ville de Diarabakoko dans le département de Banfora de la province de la Comoé dans la région des Cascades.

## Situation ferroviaire
Établie à environ 340 mètres d'altitude, la gare de Diarabakoko est située au point kilométrique (PK) 678 de la ligne d'Abidjan à Ouagadougou, entre les gares de Niangoloko et de Banfora.
Elle est située à proximité de la route nationale 7 reliant Bobo-Dioulasso à la frontière ivoirienne.

## Histoire
La gare de Diarabakoko, en Haute-Volta, est mise en service le 1er septembre 1932, lors de l'ouverture à l'exploitation du tronçon de Niangoloko à Banfora. Le tronçon est tout d'abord réservé au transport des marchandises, puis, en janvier 1933 ouvert au service des voyageurs. Elle est réalisée, comme la ligne ferroviaire, par le Génie militaire français.